# Бињијер
Бињијер (фр. Bugnières) је насеље и општина у североисточној Француској у региону Шампања-Ардени, у департману Горња Марна која припада префектури Шомон.
По подацима из 2011. године у општини је живело 149 становника, а густина насељености је износила 8,15 становника/km². Општина се простире на површини од 18,29 km². Налази се на средњој надморској висини од 323 метара.

## Демографија
| 1962. | 1968. | 1975. | 1982. | 1990. | 1999. | 2011. |
| ----- | ----- | ----- | ----- | ----- | ----- | ----- |
| 119   | 136   | 129   | 126   | 123   | 110   | 149   |

График промене броја становника у току последњих година